# Wicked: Чародійка
«Wicked: Чародійка» (англ. Wicked) — американський епічний музичний фентезійний фільм режисера Джона Чу, адаптований Стівеном Шварцем і Вінні Холцман з їхнього мюзиклу «Зла». У фільмі знімаються Синтія Еріво, Аріана Гранде, Джонатан Бейлі та Джефф Голдблюм. Перший фільм дилогії «Зла». Його прем'єра в Україні відбулася 21 листопада 2024 року.
«Wicked: Чародійка» здобув 2 нагороди «Оскар», зокрема за «Найкращий дизайн костюмів» і «Найкращу роботу художника-постановника».
У центрі сюжету — дві відьми країни Оз: Ельфаба, дівчина-ізгойка з зеленою шкірою — майбутня Зла відьма Заходу, і Ґлінда, приваблива й амбітна дівчина, яка згодом стала Доброю відьмою Півночі; розповідається історія дорослішання двох дівчат, їхнє суперництво у боротьбі за одного коханого, а також боротьби з тиранією Чарівника, зусиллями якого мешканці країни Оз були налаштовані проти Ельфаби.

## Сюжет
У Країні Оз жителі Манчкінленду святкують смерть Злої Відьми Заходу. Ґлінда Добра розповідає історію Відьми: вона народилася внаслідок роману між дружиною тодішнього губернатора Троппа та комівояжера. Ймовірно внаслідок напою, який випили обоє батьків, вона народилася зеленою, тому нею скрізь нехтували. Подальші події демонструються як спогади.
Ельфаба прибуває до університету Шіз, щоб відвідати свою молодшу паралізовану сестру Нессарозу. Коли Ельфаба ненавмисно демонструє, що вміє чаклувати, мадам Моррібль, деканка чаклунства, пропонує їй приватного репетитора з метою розвитку чаклунства. Ельфаба погоджується, сподіваючись, що це дозволить їй зустрітися з Чарівником країни Оз, якого вона обожнює і мріє, що той виконає її бажання змінити зовнішність. Її поселяють в одній кімнаті з манірною Ґліндою Упленд — майбутньою Ґліндою Доброю.
Нессароза дружить з популярним Боком Вудсманом, який закоханий у Ґлінду. Ельфаба зустрічає принца-бунтаря Фієро Тігелаара та його балакучого Коня. Доктор Ділламонд, балакучий цап, викладач історії, каже Ельфабі, що його, як і решту тварин, можуть позбавити прав. Ельфаба запевняє Ділламонда, що Чарівник допоможе йому.
Фієро вирішує влаштувати вечірку і Ґлінда мріє піти туди ж, щоб зустрітися з принцом. Перед цим вона переконує Бока запросити Нессарозу на побачення. Ельфаба просить для Ґлінди дозволу на участь у чаклунському семінарі Моррібль. У подяку за це Ґлінда заступається за Ельфабу, коли з тієї глузують через капелюх (який Ґлінда спершу подарувала їй з метою принизити).
Наступного дня тваринам забороняють викладати й Ділламонд іде у відставку. Замість нього приходить безпринципний професор Нікідік, який намагається провести експерименти на переляканому левеняті. Ельфаба та Фієро забирають левеня та випускають його в лісі. Ельфаба сумує, що Фієро віддає перевагу Ґлінді, а не їй. Ґлінда стає називати себе Ґліндою, як це робив Ділламонд.
Чарівник, дізнавшись про успіхи Ельфаби в чаклунстві, викликає її до себе. Ґлінда супроводжує її в подорожі до столиці країни Оз, Смарагдового міста. Ельфаба відмовляється від своєї мрії, щоб допомогти натомість тваринам повернути права. Та вона усвідомлює, що Чарівник не має жодної чаклунської сили, коли він і Моррібль підмовляють Ельфабу прочитати закляття з чаклунської книги. Внаслідок цього мавпи-охоронці Чарівника відрощують крила. Налякана Ельфаба тікає, зрозумівши, що її чаклунство Чарівник і Моррібль використали задля створення армії летючих мавп.
Ґлінда просить Ельфабу лишитися, та вона сідає на мітлу й відлітає з міста. Моррібль оголошує Ельфабу «Злою Відьмою». Фієро тікає з університету, а Нессароза стає свідком серцевого нападу губернатора Троппа, коли він дізнається, що сталося.

## У ролях
- Синтія Еріво — Ельфаба
- Аріана Гранде — Ґлінда
- Мішель Єо — Мадам Моррібль
- Джефф Голдблюм — Чарівник Оз
- Джонатан Бейлі — Фієро
- Ітан Слейтер — Бок
- Марісса Боде — Нессароза
- Бовен Янг[en] — Пфанні
- Бронвін Джеймс — Шен-шен
- Кіла Сетлл[en] — міс Коддл
- Ерон Тео — Аварік
- Пітер Дінклідж — доктор Ділламонд
- Колін Майкл Кармайкл — професор Нікідік

## Український Дубляж
- Студія: LeDoyen Studio
- Переклад діалогів: Олена Василевська
- Перекладач пісень: Павло Голов
- Режисер дубляжу: Павло Скороходько
- Музичний редактор: Тетяна Піроженко
- Звукорежисер: Михайло Угрин
- Звукорежисер перезапису: Олег Кульчицький
- Координатор дубляжу: Мирослава Сидорук

Ролі дублювали:
Злата Огєвіч, Вікторія Тишкевич, Валентина Лонська, В'ячеслав Хостікоєв, Євген Анишко, Михайло Войчук, Сергій Юрченко, Лариса Руснак, Андрій Альохін, Єлизавета Зіновенко, Володимир Гурін, Роман Болдузєв, Аліса Балан, Ярослав Сидоренко, Олена Узлюк, Юрій Кудрявець, Володимир Трач, Олександр Погребняк,
Наталія Скринник, Аліна Проценко, Наталія Сівкова, Олександра Ленченко, В'ячеслав Рубель, Єлизавета Мастаєва, Маргарита Мелешко, Світлана Заря, Майя Товстоус, Дар'я Пилипенко та інші

## Виробництво

### Розробка
У 2003 році роман Грегорі Магвайра «Зла: Життя і пригоди Злої відьми Заходу» (англ. Wicked: The Life and Times of the Wicked Witch of the West) був адаптований до бродвейського мюзиклу «Зла». Режисером мюзиклу став Джо Мантелло, а хореографом — Вейн Сіленто. Мюзикл став дуже успішним, побивши рекорди з касових зборів.
У 2009 році Магвайр зізнався, що продав права на екранізацію свого роману компанії ABC, яка планувала зняти телевізійну адаптацію «Злої», не засновану на мюзиклі. У січні 2011 року сайт Entertainment Weekly повідомив, що ABC планує зняти мінісеріал «Зла» спільно з Сальмою Хаєк та її виробничою компанією.
Виконавці ролей оригінального бродвейського мюзиклу Ідіна Мензель та Крістін Ченовет, які виконали ролі Ельфаби та Ґлінди відповідно, розглядалися на головні ролі у майбутній кіноадаптації. Іншими можливими виконавцями головних ролей називалися Ліа Мішель і Емі Адамс, а режисером розглядалися Джей Джей Абрамс, Роб Маршалл і Раян Мерфі. У грудні 2012 року, після успіху фільму «Знедолені», Марк Платт, який також був продюсером бродвейського мюзиклу, оголосив, що фільм знаходиться в розробці і його планується випустити у 2016. Після тривалої розробки компанія Universal оголосила у 2016 році, що фільм вийде в кінотеатрах США 20 грудня 2019, а його режисером стане Стівен Долдрі.

### Підготовка до виробництва
У травні 2017 Стівен Шварц оголосив, що у фільмі з'являться «як мінімум дві» нові пісні. У серпні 2018 року компанія Universal призупинила роботу над фільмом, а початкову дату прем'єри «Злої» отримав фільм «Кішки», адаптація ще однойменного мюзиклу. У лютому 2019 року було оголошено нову дату прем'єри «Злої»: 22 грудня 2021 року. 1 квітня 2020 року компанія Universal знову призупинила розробку фільму у зв'язку з пандемією COVID-19, а дату прем'єри «Зла» отримав анімаційний фільм «Співай 2». У жовтні 2020 року Стівен Долдрі залишив проєкт через щільний графік зйомок. У лютому 2021 року режисером «Злої» був затверджений Джон Чу. У серпні того ж року оператором фільму була затверджена Еліс Брукс, яка раніше працювала з Чу на зйомках фільму «На висоті мрії».
У листопаді 2021 року на головні ролі у фільмі були затверджені Синтія Еріво та Аріана Гранде. У вересні 2022 року до акторського складу приєднався Джонатан Бейлі. Пізніше стало відомо, що у фільмі знімуться Джефф Голдблюм, Ітан Слейтер, Мішель Єо, Марісса Боде, Бовен Янг, Бронвін Джеймс, Кила Сетлл, Ерон Тео та Колін Майкл Кармайкл.

### Зйомки
Зйомки фільму мали розпочатися в червні 2022 року у Великій Британії. У квітні 2022 року Джон Чу повідомив, що кіноадаптація мюзиклу складатиметься з двох фільмів.
У червні 2022 Стівен Шварц оголосив, що напише нову пісню для одного з фільмів.
У липні 2022 року стало відомо, що зйомки пройдуть у нещодавно побудованій кіностудії Sky Studios в Елстрі (графство Гартфордшир, Англія), репетиції розпочнуться у серпні, а безпосередньо знімальний період стартує у листопаді. 9 грудня 2022 Джон Чу повідомив у своєму Твіттері, що зйомки фільму почалися.

## Прем'єра
Фільм «Зла: Частина перша» вийшов у кінотеатрах США 22 листопада 2024.